# Palmyra (Indiana)
Palmyra – miasto w Stanach Zjednoczonych, w stanie Indiana, w hrabstwie Harrison.